# Aracruz
Aracruz Celulose S.A. war ein Papier- und Pappehersteller sowie Holzlieferant aus Brasilien mit Sitz in São Paulo. Das Unternehmen produzierte Papier- und Pappeprodukte sowie ähnliche zellulosebasierte Produkte (Taschentücher usw.) mit Schwerpunkt im Verpackungssektor.
Aracruz Celulose hatte drei Werke zur Papierherstellung in Aracruz im Bundesstaat Espírito Santo, in Guaíba im Bundesstaat Rio Grande do Sul und in Eunápolis im Bundesstaat Bahia. Das Unternehmen hatte auch Projekte im Forst- und Holzsektor, insbesondere in den Bundesstaaten Bahia und Minas Gerais.
Das Unternehmen wurde von der Safra Group (Joseph Safra), Lorentzen und Votorantim (Antônio Ermírio de Moraes) (jeweils ein Firmenanteil an Aracruz von 28 Prozent) und vom Finanzunternehmen BNDES, der Brazilian National Economic and Social Development Bank (12,5 Prozent) kontrolliert. Es war im Finanzindex IBOVESPA gelistet, sowie am Latin America Securities Market (Latibex) in Madrid. An der NYSE wurde innerhalb des ADR mit dem Tickersymbol ARA gehandelt, wobei jedes ADR 10 Vorzugsaktien von Aracruz repräsentierte.
2009 fusionierte Aracruz mit dem brasilianischen Papierhersteller Votorantim Celulose e Papel (Tochterunternehmen der Grupo Votorantim) zum Unternehmen Fibria.

## Kritik
Es gab Landrechtsstreitigkeiten zwischen dem Unternehmen und indigenen Bevölkerungsgruppen, zum Beispiel der Tupinikim, der Guarani und der afrikanischstämmigen Bevölkerungsgruppe der Quilombolo.
1996 wurde zum Beispiel den indigenen Völkern Tupinikim und Guarani 18.000 Hektar Land nach anthropologischem Gutachten durch die FUNAI (Fundação Nacional do Índio) zuerkannt. Von diesem Land, auf das die Indigenen einen originären Anspruch haben, konnten allerdings nur 7.061 Hektar genutzt werden, den Rest hielt das Unternehmen Aracruz Celulose widerrechtlich besetzt. Es nutzt in Espirito Santo insgesamt 150.000 Hektar Land für den Anbau von Eukalyptus-Monokulturen für die Herstellung von Zellstoff. Aracruz legte 2006 Einspruch gegen die Studie und Identifikation des Indigenenlandes der FUNAI ein und stellte die ethnische Identität der Tupinikim und Guarani in Frage. Im gleichen Jahr gipfelte der jahrzehntelange Rechtsstreit der beiden Parteien in der Zerstörung eines gesamten Dorfes der Indigenen durch Aracruz und die Polícia Federal. Eine weitere Studie der FUNAI bestätigte allerdings die umstrittenen 11.000 Hektar schließlich als originäres Indigenenland. 2007 deklarierte der Justizminister offiziell die gesamten 18.000 Hektar als rechtmäßiges Land der Guarani und Tupinikim. Aracruz bediente sich in dem Kampf um Land für seine Monokolturen neben der Zerstörung des Hab und Guts der Indigenen weiterer unlauterer Mittel. Der Konzern ließ rassistisches Material an den Schulen verteilen, stellte große Stellwände mit rassistischen Parolen auf und publizierte entsprechende Artikel in der Zeitung.
Für die Herstellung der Hygieneartikel wie Tempo-Taschentüchern oder Charmin-Klopapier hat der Konsumgüter-Konzern P&G mit Aracruz zusammengearbeitet und ist deswegen aufgrund der gewaltsamen Vertreibung von Indianern sowie der großflächigen Regelwald-Rodung durch Aracruz in die Kritik geraten. Auf Druck von vor allem Umweltschutzorganisationen wie Robin Wood wurde die Zusammenarbeit mit Aracruz eingestellt.